# Ron Berteling
Ronald „Ron“ Berteling (* 6. September 1957 in Amsterdam, Noord-Holland) ist ein ehemaliger niederländischer Eishockeyspieler und -trainer.
Berteling nahm zwischen 1976 und 1999 an 213 internationalen Eishockeyspielen teil. Mit der niederländischen Nationalmannschaft gewann er 1978 die C-Weltmeisterschaft und 1979 die B-Weltmeisterschaft, womit sie sich für die Olympischen Winterspiele 1980 in Lake Placid qualifizierte. Dies war die erste Olympiateilnahme der Niederländer im Eishockey. Das Team erreichte beim olympischen Turnier den 9. Platz (von 12 Teilnehmer). Sein letztes Spiel für die Nationalmannschaft machte Berteling 1999, als er im Alter von 41 Jahren nochmals für die C-Weltmeisterschaft nominiert wurde. 
Berteling spielte während seiner aktiven Karriere für Amstel Tijgers und Rotterdam Panda’s. Mit beiden Teams gewann er je einmal die nationalen Meisterschaften. Nach dem Ende seiner Karriere arbeitete er als Trainer der Amstel Tijgers und deren Nachfolgeclub Amsterdam G’s. Dabei absolvierte er immer wieder vereinzelte Partien für die von ihm betreuten Klubs.
Der seit 2007 ausgespielte Ron Bertelingschaal, der niederländische Supercup, wurde nach Berteling benannt.